# Peter Oluf Brøndsted
Peter Oluf Brøndsted (17. listopadu 1780, Fruering, Jutsko – 26. června 1842) byl dánský archeolog. Byl také profesorem a rektorem na Kodaňské univerzitě. Brøndsted byl prvním dánským učencem, který se podílel na archeologických pracích v Řecku.

## Životopis
Peter Oluf Brøndsted se narodil ve Frueringu v Jutsku. Po dokončení studia na Kodaňské univerzitě navštívil v roce 1806 s filologem Georgem Koësem Paříž. V Paříži strávili dva roky a poté se vypravili do Itálie. V roce 1810 se přidali k archeologům Ottu Magnusi von Stackelberg a Carlu Halleru von Hallerstein, německému malíři Jakobu Linckhovi a tehdejšímu rakouskému konzulu v Řecku Georgemu Christianu Gropiusovi během jejich expedice do Řecka. V roce 1811 Koës na Zakynthu ve věku 29 let nečekaně zemřel na zápal plic. V Řecku se expedice rozpadla na skupiny a každá zamířila za vykopávkami na jiné místo. Zatímco jedna skupina odhalila Diův chrám na ostrově Aigina a Apollónův chrám v Bassai v Arkádii, Brøndsted a Linckh v zimě 1811/1812 vedli vykopávky Apollónovy svatyně na ostrově Kea.
Po třech letech aktivního výzkumu v Řecku se v roce 1813 vrátil do Kodaně, kde byl jmenován mimořádným profesorem řečtiny a filologie na Kodaňské univerzitě. Během tohoto působení shromáždil a zorganizoval své poznámky a materiály, které si přinesl z Řecka. Jeho přednášky také v mnoha studentech probudily velký zájem o obor. V roce 1813 se oženil s Frederikke Koës, která byla sestrou Georga Koëse. Jeho manželka zemřela v roce 1818 při porodu jejich třetího dítěte.
Když začal připravovat ke zveřejnění rozsáhlé materiály, které nashromáždil během svých cest, zjistil, že mu Kodaň neposkytuje požadované zázemí. Proto v roce 1818 po smrti své manželky vyměnil profesuru za úřad dánského velvyslance v Papežském státě a usadil se v Římě. V letech 1820 až 1821 navštívil Sicílii a Jónské ostrovy, kde shromáždil další materiál.
V roce 1826 odjel do Londýna především kvůli studiu tzv. Elginových mramorů a dalších starověkých artefaktů nacházejících se v Britském muzeu. Tam se seznámil s předními anglickými archeology. V letech 1828 až 1832 bydlel v Paříži, kde dohlížel na publikaci svých cestopisů a poté, co byl jmenován ředitelem Královské sbírky mincí a medailí (Den Kongelige Mønt- og Medaillesamling) se vrátil do Kodaně. V roce 1842 se stal rektorem Kodaňské univerzity, ale ještě téhož roku zemřel po pádu z koně.

## Výběr z díla
- A brief description of thirty-two painted Greek vases found near Vulci, Londýn, 1832
- The bronzes of Siris, Londýn, 1836[5]
- Reisen und Untersuchungen in Griechenland: nebst der Darstellung und Erklärung vieler neu entdeckter Denkmäler griechischen Styls, und einer kritischen Übersicht aller Unternehmungen dieser Art, von Pausanias bis auf unsere Zeit,
  - Buch 1, Über die Insel Keos jetzt Zea, Stuttgart–Paris 1826
  - Buch 2, Der Parthenon auf der Burg von Athen, in seinen archäologischen und historischen Beziehungen. Stuttgart–Paris 1830